# Juan Cabanes Sanchis
Juan Cabanes Sanchis (el Genovés, 4 de març de 1975), més conegut com a Juan, és un pilotari valencià, rest en la modalitat de raspall. El 1994, amb vint-i-un anys, Juan fon el raspaller més jove en guanyar per primera volta l'Individual, un rècord que ostentà fins a l'any 2017 quan Ian de Senyera es proclamà campió amb vint anys i onze mesos.

## Palmarés
- Campió de l'Individual de Raspall: 1994 i 1995
  - Subcampió de l'Individual: 1992, 2004 i 2005
- Subcampió per equips de raspall: 1996
- Subcampió de l'Autonòmic al carrer: 2008 (per a Rafelbunyol)
- Campió del Trofeu Mancomunitat de municipis de la Safor: 2005
  - Subcampió del Trofeu Mancomunitat de municipis de la Safor: 2009